# Diòcesi de Pyongyang
La Diòcesi de Pionyang (en coreà: 천주교 평양교구) és una diòcesi del ritu llatí de l'Església catòlica a Corea del Nord. El seu bisbe oficial en el passat, Francis Hong Yong-ho, va ser empresonat l'any 1949 i va desaparèixer després.
L'arquebisbe de Seül actua des d'aleshores com a administrador apostòlic de Pionyang.

## Història
Les diòcesi va ser erigida originalment com la prefectura apostòlica de Hpyeng-yang, el 17 de març de 1927, i va canviar el seu nom per esdevenir la prefectura apostòlica de Peng-yang, el 17 de març de 1929. Va ser elevada a vicariat apostòlic d'Heijo el 11 de juliol de 1939, i va canviar de nom a vicariat apostòlic de Pyonyang, el 12 de juliol de 1950. Va ser elevada a Diòcesi de Pyonyang el 10 de març de 1962.

## Bisbes
Prefectes Apostòlics de Hpyeng-yang
- Monsenyor Patrick Joseph Byrne, M.M. (designat el 9 de novembre de 1927 - Títol canviat a Prefecte Apostòlic de Peng-yang, el 17 de març de 1929).
- Monsenyor Patrick Joseph Byrne, M.M. (nomenat el 17 de març de 1929 - va renunciar el 12 d'agost de 1929).
- Monsenyor John Edward Morris, M.M. (nomenat l'1 d'abril de 1930 - va renunciar el 31 de juliol de 1936).
- Bisbe William O'Shea, M.M. (nomenat l'11 de juliol de 1939 - va renunciar el 27 de febrer de 1945).
- Monsenyor Francis Hong Yong-ho (nomenat el 24 de març de 1944 - a títol canviat vicari apostòlic de Pyonyang el 12 de juliol de 1950).

Vicaris apostòlics de Pionyang
- Monsenyor Francis Hong Yong-ho (nomenat el 12 de juliol de 1950 - nomenat bisbe de Pionyang el 10 de març de 1962).
  - Monsenyor George Carroll, M.M. (administrador apostòlic 1950-1962).

Bisbes de Pionyang
- Monsenyor Francis Hong Yong-ho (nomenat el 10 de març de 1962 - desaparició).
  - Monsenyor George Carroll, M.M. (administrador apostòlic 1962-1975).
  - Cardenal Stephen Kim Sou-hwan (administrador apostòlic 1975-1998).
  - Cardenal Nicholas Cheong Jinsuk (administrador apostòlic 1998-2012).
  - Arquebisbe Andrew Yeom Soo-jung (administrador apostòlic 2012-actualitat).